# Садовая (Орловская область)
Садовая — деревня в Мценском районе Орловской области России. Входит в состав Черемошёнского сельского поселения.

## История
В 1961 году указом Президиума Верховного Совета РСФСР деревня Поганец переименована в Садовая.

## Население
| 2010 |
| ---- |
| 19   |